# Đại học Liên Hợp Quốc
Đại học Liên Hợp Quốc (国際連合大学 (Quốc tế Liên hợp Đại học) Kokusai Rengō Daigaku) là think thank của Liên Hợp Quốc và là trường đại học quốc tế đầu tiên trên thế giới, có nhiệm vụ giúp giải quyết các vấn đề toàn cầu về phát triển con người thông qua nghiên cứu, giáo dục. Trụ sở chính của Đại học Liên Hợp Quốc tại Shibuya, Tokyo, Nhật Bản.

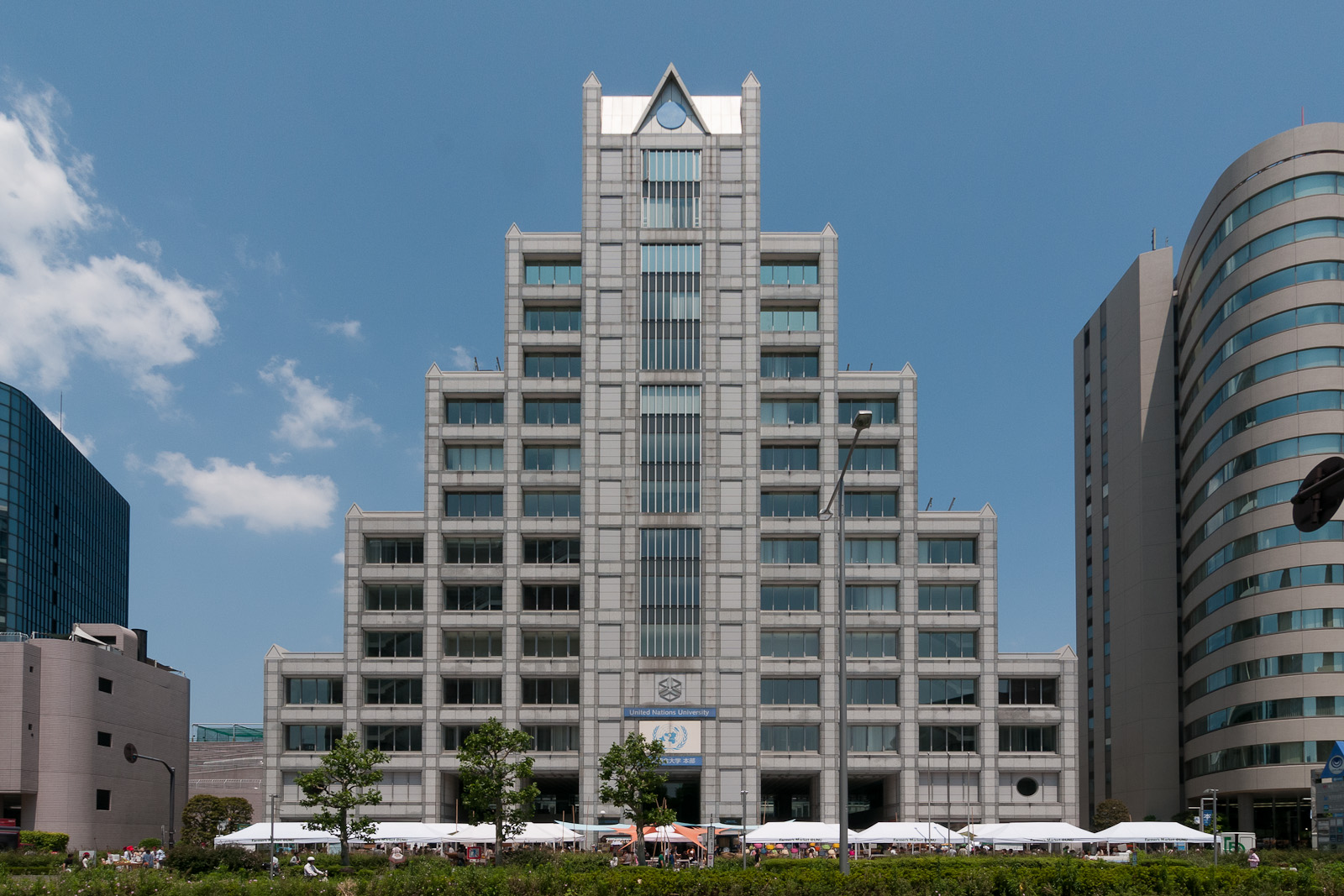
Đại học Liên Hợp Quốc ở Tokyo

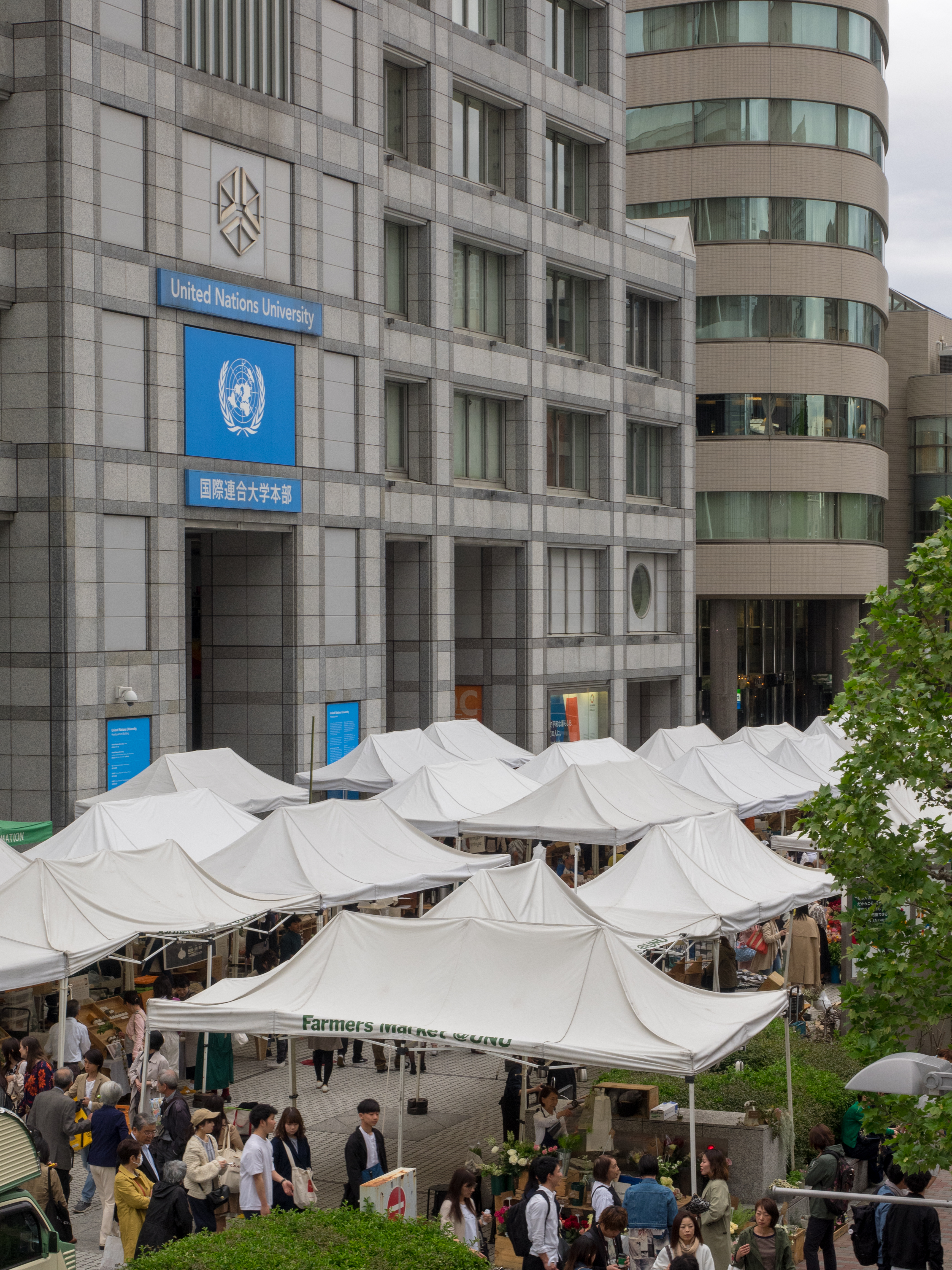
Lối vào trụ sở Đại học Liên Hợp Quốc

Năm 1969, Tổng Thư ký Liên Hợp Quốc U Thant đề xuất thành lập "một trường đại học của Liên Hợp Quốc, thực sự mang tính quốc tế và cống hiến cho các mục tiêu hòa bình và tiến bộ của Hiến chương Liên Hợp Quốc". Tháng 12 năm 1972, Đại Hội đồng Liên Hợp Quốc phê chuẩn việc thành lập Đại học Liên Hợp Quốc và chọn Tokyo làm trụ sở chính vì chính phủ Nhật Bản cam kết cung cấp cơ sở vật chất và tài trợ 100 triệu đô la cho quỹ hỗ trợ tài chính của trường. Đại học Liên Hợp Quốc đi vào hoạt động vào tháng 1 năm 1975.
Từ năm 2010, Đại học Liên Hợp Quốc được cấp phép đào tạo sau đại học cấp thạc sĩ, tiến sĩ. Nghiên cứu của Đại học Liên Hợp Quốc tập trung vào ba lĩnh vực chuyên đề: hòa bình và quản trị; phát triển và hội nhập toàn cầu; và môi trường, khí hậu và năng lượng. Đại học Liên Hợp Quốc cũng thúc đẩy sự hợp tác của Liên Hợp Quốc với các tổ chức học thuật và chính phủ trên toàn thế giới thông qua các cơ sở, chương trình và viện nghiên cứu trực thuộc tại 12 quốc gia.

## Tổ chức
Hiệu trưởng Đại học Liên Hợp Quốc là người đứng đầu Đại học Liên Hợp Quốc và giữ chức phó tổng thư ký Liên Hợp Quốc.
Đã có bảy hiệu trưởng Đại học Liên Hợp Quốc. Hiệu trưởng đương nhiệm là Giáo sư Tshilidzi Marwala từ Cộng hòa Nam Phi, nhậm chức vào ngày 1 tháng 3 năm 2023.

### Danh sách hiệu trưởng Đại học Liên Hợp Quốc
| # | Hiệu trưởng               | Nhậm chức            | Mãn nhiệm           |
| - | ------------------------- | -------------------- | ------------------- |
| 1 | James McNaughton Hester   | 11 tháng 11 năm 1974 | 10 tháng 4 năm 1980 |
| 2 | Soedjatmoko               | 10 tháng 4 năm 1980  | 30 tháng 3 năm 1987 |
| 3 | Heitor Gurgulino de Souza | 30 tháng 3 năm 1987  | 1 tháng 9 năm 1997  |
| 4 | Hans van Ginkel           | 1 tháng 9 năm 1997   | 1 tháng 9 năm 2007  |
| 5 | Konrad Osterwalder        | 1 tháng 9 năm 2007   | 28 tháng 2 năm 2013 |
| 6 | David M. Malone           | 1 tháng 3 năm 2013   | 28 tháng 2 năm 2023 |
| 7 | Tshilidzi Marwala         | 1 tháng 3 năm 2023   | Đương nhiệm         |

Hội đồng Đại học Liên Hợp Quốc là hội đồng quản trị của trường, gồm 12 thành viên do tổng thư ký Liên Hợp Quốc bổ nhiệm với sự đồng ý của tổng giám đốc Tổ chức Giáo dục, Khoa học và Văn hóa Liên Hợp Quốc.

## Lịch sử
Năm 1969, Tổng Thư ký Liên Hợp Quốc U Thant đề xuất Liên Hợp Quốc thành lập một trường đại học quốc tế làm cơ sở nghiên cứu, giáo dục về các vấn đề hòa bình và xung đột. Năm 1972, Đại Hội đồng Liên Hợp Quốc phê chuẩn việc thành lập Đại học Liên Hợp Quốc. Đại học Liên Hợp Quốc đi vào hoạt động vào năm 1975 sau khi Nhật Bản đồng ý làm trụ sở của trường.
Kiến trúc sư Tange Kenzo thiết kế trụ sở của Đại học Liên Hợp Quốc. Chính phủ Nhật Bản bàn giao tòa nhà cho Đại học Liên Hợp Quốc vào ngày 30 tháng 6 năm 1992 và trường hoàn thành di chuyển vào trụ sở mới vào tháng 7. Ngày 17 tháng 2 năm 1993, lễ khánh thành trụ sở Đại học Liên Hợp quốc được tổ chức, có sự tham dự của Tổng thư ký Liên Hợp Quốc Boutros Boutros-Ghali.

### Đào tạo sau đại học
Tháng 12 năm 2009, Đại Hội đồng Liên Hợp Quốc cho phép Đại học Liên Hợp Quốc cấp bằng thạc sĩ và tiến sĩ, văn bằng, chứng chỉ và những danh hiệu học thuật khác theo các điều kiện do Hội đồng trường quy định.
Năm 2013, Viện nghiên cứu phát triển bền vững và hòa bình của Đại học Liên Hợp Quốc (UNU-ISP) tại Tokyo tuyên bố sẽ nộp hồ sơ công nhận cho Viện kiểm định đại học và bằng cấp học thuật quốc gia (NIAD-UE), cơ quan công nhận tiêu chuẩn chất lượng giáo dục đại học của Nhật Bản. Năm 2014, UNU-ISP hợp nhất với Viện nghiên cứu cấp cao UNU tại Yokohama để thành lập Viện nghiên cứu cấp cao về phát triển bền vững (UNU-IAS). Tháng 4 năm 2015, UNU-IAS được công nhận đạt tiêu chuẩn chất lượng giáo dục đại học, tổ chức quốc tế đầu tiên được NIAD-UE công nhận.

## Trụ sở và khuôn viên
Đại học Liên Hợp Quốc có nhiều khuôn viên trên năm châu lục. Trụ sở Đại học Liên Hợp Quốc ở Tokyo, Nhật Bản.

## Viện nghiên cứu trực thuộc
Đại học Liên Hợp Quốc gồm 13 viện nghiên cứu tại 12 quốc gia.

### Viện nghiên cứu
- Viện nghiên cứu chính sách ở Thành phố New York, Hoa Kỳ
- Viện nghiên cứu hội nhập khu vực so sánh ở Brugge, Bỉ
- Viện nghiên cứu môi trường và an ninh con người ở Bonn, Đức
- Viện nghiên cứu quản lý tổng hợp các dòng vật liệu và tài nguyên ở Dresden, Đức
- Viện nghiên cứu cao cấp về phát triển bền vững ở Tokyo, Nhật Bản
- Viện nghiên cứu y tế toàn cầu ở Kuala Lumpur, Malaysia
- Viện nghiên cứu tài nguyên thiên nhiên ở Accra, Ghana
- Viện nghiên cứu thủy lợi, môi trường và sức khỏe ở Richmond Hill, Canada
- Viện nghiên cứu Đại học Liên Hợp Quốc ở Ma Cao
- Viện nghiên cứu kinh tế và xã hội Maastricht về đổi mới và công nghệ ở Maastricht, Hà Lan
- Viện nghiên cứu phát triển kinh tế thế giới ở Helsinki, Phần Lan

### Đơn vị điều hành
- Đơn vị điều hành về chính sách quản trị số ở Guimarães, Bồ Đào Nha

### Chương trình
- Chương trình Công nghệ sinh học tại Mỹ Latinh và vùng Caribe ở Caracas, Venezuela[17]